# Angel Ring
《Angel Ring》是日本MOONSTONE公司於2010年6月25日發售的戀愛冒險類型成人遊戲，2012年由萌えAPP分別發售Android版、iOS版。

## 故事
遠海悟在回家路途中撿到衰弱昏迷的白鴿並將牠帶回家，然而隔天白鴿卻變成協助人們戀愛的愛天使ミカ，使得原本對戀愛沒興趣的悟開始出現變化。

## 角色

### 主要角色
遠海悟
本作男主角。私立愛宕學園1年A組的學生。喜歡成人遊戲和二次元美少女的御宅族，對三次元女性沒有興趣。為了買遊戲而來到餐廳「ラヴァージュ」打工。父母在國外工作，與妹妹住在宿舍「青山莊」。
ミカ・アルステッド・ハイネ
身高：152cm，三圍：B82/W51/H81
由悟撿到鴿子所變成愛天使。寄宿在遠海家並轉入到悟的班級。脖上穿戴圓環「Angel Ring」能夠感應人內心的愛。
藤井澄佳（聲優：桃井莓）
身高：156cm，三圍：B85/ W52/ H83
住在悟隔壁的青梅竹馬和同學。
遠海佐奈
身高：155cm，三圍：B81/ W49/ H82
悟的親生妹妹，愛宕學園附属3年C組的學生。
周防美鶴（聲優：五行薺）
身高：158cm，三圍：B88/ W55/ H85
周防集團的獨生女，愛宕學園理事長的孫女，2年C組的學生。
ルキア・ルミナス・スイレン
身高：159cm，三圍：B86/ W52/ H84
ミカ的青梅竹馬和競爭對手，得知ミカ下落便要求寄宿在遠海家的愛天使，愛宕學園1年F組的學生。擁有天使學校第一名畢業的成績。
志木梓
身高：164cm，三圍：B78/ W50/ H80
澄佳的同學和親友，和悟同樣也在餐廳打工。

### 其他角色
神
1007歲的女神。有時會下凡視察愛天使們的活動。
織部雅史（聲優：成瀨未亞）
悟的同學兼朋友。愛好二次元，帶領悟成為御宅族的元凶。
古谷隆太郎（聲優：吉良覇守）
悟的同學兼朋友。沒有御宅族趣味，喜歡現實的女孩。
じいや
服侍美鶴的老管家。

## 製作人員
- 企劃：吳
- 原畫：山風嵐、彩季なお
- 劇本：吳、尾之上咲太
- SD角色：イチリ
- CG：ひなたなお、えんどり、rastel、GETUMENサーキット、エーキチ
- 設計：GETUMENサーキット
- 背景美術：中久木孝将、安田大輔
- 片頭影片：菱野優希
- BGM：森まもる
- 系統監修：薫
- 漫畫：プリンプリン
- 製作人：恋純ほたる

## 主題曲
片頭曲
作曲：Cy-Rim Project、Corey&Carter，作詞、歌手：Cy-Rim Project
片尾曲
作詞、編曲：Cy-Rim Project，作曲：あきたみこと＆Cy-Rim Project，歌手：みるく＆Cy-Rim Project

## 外部連結
- MOONSTONE（页面存档备份，存于）（日語）
- PC版官方網站（页面存档备份，存于）MOONSTONE（日語）
- iOS版官方網站（页面存档备份，存于）萌えAPP（日語）